# Theresianer
Theresianer is een Italiaans biermerk.
Theresianer wordt gebrouwen door de Antica Birreria Trieste in Nervesa della Battaglia (Treviso). Die behoort tot Hausbrandt Trieste 1892 S.p.A., een Italiaanse koffiebranderij en handelsmaatschappij. De geschiedenis van de brouwerij gaat terug tot 1766. In dat jaar werd in Triëst een brouwerij gesticht in "Borgo Teresiano", de wijk in Triëst die werd gebouwd in opdracht van de Oostenrijkse keizerin Maria Theresia. 
De brouwerij werkt volgens het oude Duitse Reinheitsgebot uit 1516.

## Belangrijkste producten
- Theresianer Bock (alcoholpercentage 6,5%, donker bokbier)
- Theresianer Coffee Stout (zwart bier, 5,7%, met sterk aroma van geroosterde koffie)
- Theresianer India Pale Ale (5,8%)
- Theresianer Pale Ale (6,5%)
- Theresianer Premium Lager (traditioneel lagerbier, 4,8 % alcohol)
- Theresianer Premium Pils (5%)
- Theresianer Strong Ale (amberkleurige ale, 8,5 %)
- Theresianer Vienna (koperkleurig bier, 5,3% met sterk karamelaroma)
- Theresianer Wit (5,1%, strogeel "Weizenmalzbier", niet gefilterd)

Verder is er Theresianer Bierbrand, een heldere sterkedrank van 41%.

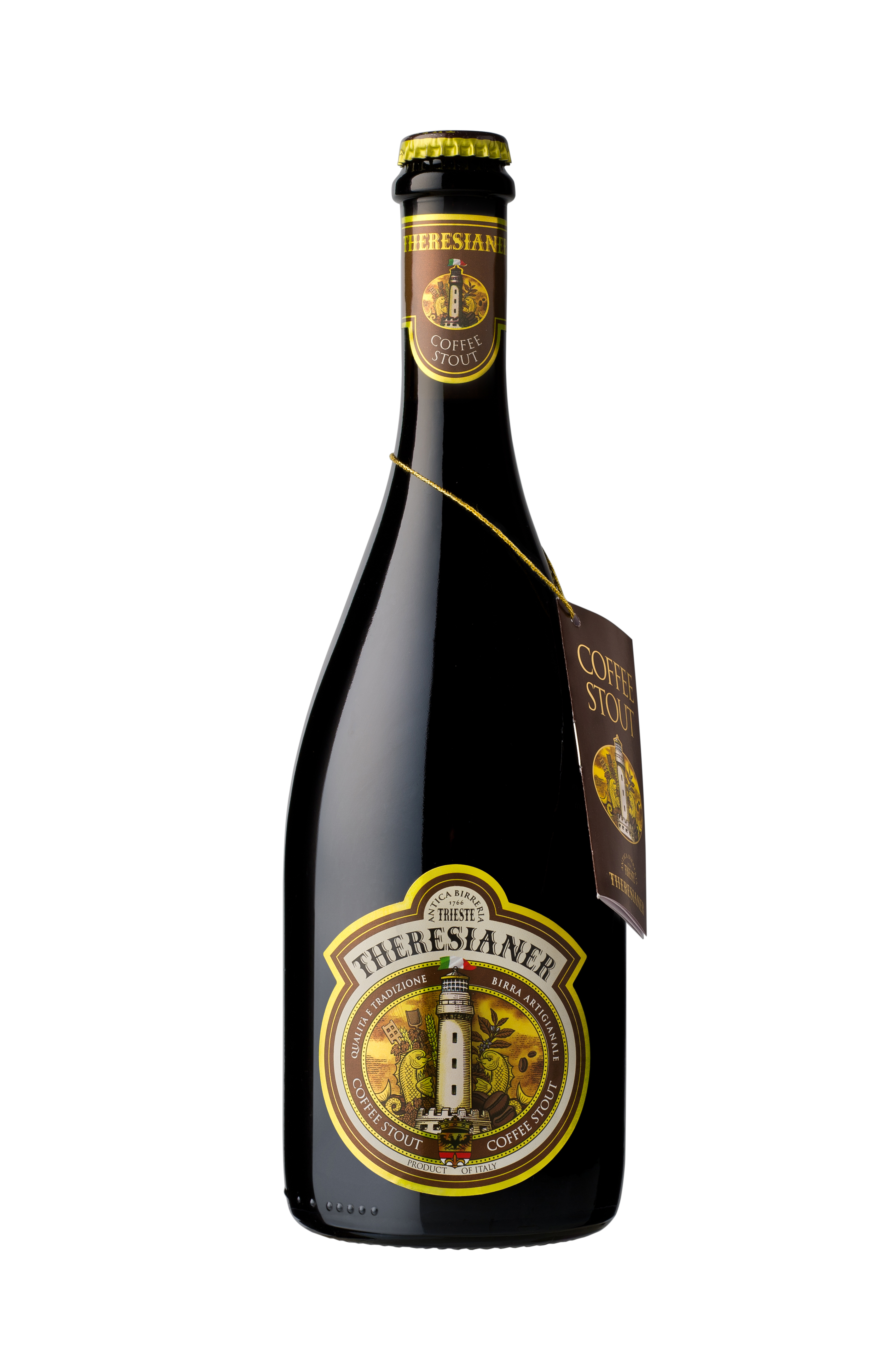
Fles Coffee Stout van 75 cl.